# Zach King
Zachary "Zach" King (født 4. februar 1990 Portland, Oregon) er en amerikansk YouTuber. Han er mest kendt for sine “magic vines” - seks sekunders videoer digitalt redigeret for at have det til se ud som om han laver magi. Han begyndte at lave videoer til YouTube i 2008, og i 2013 begyndte han at sende videoer til Vine.
I filmen Zootropolis lavede Zach en cameo i filmen.